# Johns Hopkins Bloomberg School of Public Health
Die Johns Hopkins Bloomberg School of Public Health ist eine Einrichtung an der Johns Hopkins University in Baltimore, Vereinigte Staaten. Sie wurde 1916 mit Unterstützung der Rockefeller-Stiftung gegründet. An ihr studieren derzeit über 2.693 Studenten aus 85 Ländern. Zu den Instituten zählt das Johns Hopkins Center for Health Security. Die Schule gilt als weltweit größte Einrichtung ihrer Art und ist in zehn Departemente aufgeteilt. Im Bereich der Public Health (Gesundheitsversorgung) hält die Schule laut der Rangliste des U.S. News & World Report seit 1994 den weltweit ersten Platz.

## Bekannte Absolventen
- Chen Chien-jen (* 1951), Epidemiologe und Vizepräsident Taiwans
- Virginia Apgar (1909–1974), US-amerikanische Ärztin, Erfinderin des Apgar-Score
- George W. Comstock (1915–2007), US-amerikanischer Epidemiologe
- Martha Elisabeth Rogers (1914–1994), US-amerikanische Pflegeforscherin
- Donald A. Henderson (1928–2016), US-amerikanischer Epidemiologe
- Alfred Sommer (* 1942), US-amerikanischer Mediziner

## Schulleiter
1. William Henry Welch (1916–1927)
2. William Henry Howell (1927–1931)
3. Wade Hampton Frost (1931–1934)
4. Allen W. Freeman (1934–1937)
5. Lowell Reed (1937–1947)
6. Ernest L. Stebbins (1947–1967)
7. John C. Hume (1967–1977)
8. Donald A. Henderson (1977–1990)
9. Alfred Sommer (1990–2005)
10. Michael J. Klag (2005–2017)
11. Ellen J. MacKenzie (2017–jetzt)